# ستيف سميث (لاعب كرة قدم بريطاني)
ستيف سميث (بالإنجليزية: Steve Smith)‏ (28 أبريل 1946 في المملكة المتحدة - 13 مارس 2024) هو مدرب كرة قدم ولاعب كرة قدم بريطاني في مركز الدفاع. لعب مع بولتون واندررز وهدرسفيلد تاون ونادي هاليفاكس تاون.

## وصلات خارجية
- ستيف سميث على موقع قاعدة بيانات كرة القدم.إي يو (الإنجليزية)
- ستيف سميث على موقع Soccerbase.com (مدرب) (الإنجليزية)